# Aphanocalyx richardsiae
Aphanocalyx richardsiae là một loài thực vật có hoa trong họ Đậu. Loài này được (J.Leonard) Wieringa miêu tả khoa học đầu tiên.